# 富士葵
富士 葵（ふじ あおい）は、日本のバーチャルYouTuber。かつてはSmarprise、ユニバーサルミュージックジャパン（レーベルはAcro）に所属していた。
『キミの心の応援団長』をコンセプトにマルチタレントとして活動しており、メインのYouTubeチャンネル『Aoi ch.』ではカバーソングなどを中心に動画を配信している。また、『あおい’sきっず』では子ども向けの歌動画を配信している。
かつては公式サイトが存在した（2022年4月1日を以て閉鎖）。

## 来歴
2017年
- 12月1日、Facebookページ「Fuji Aoi（富士 葵）」を作成し、自己紹介動画を投稿。
- 12月8日、YouTubeチャンネル「Aoi ch.」を開設し、動画を初投稿。

2018年
- 1月24日、3Dモデル及びシステムのバージョンアップを目的とし、クラウドファンディングプロジェクト「かわいくなりたいプロジェクト」を開始。
- 2月4日、クラウドファンディングが目標額の1000万円に達したことを発表。
- 3月14日、クラウドファンディングが終了。最終的に集まった金額は2282万2560円。
- 4月18日、夏の一連の活動内容を「富士葵 夏の陣」と題し発表。
- 4月27日、バージョンアップしたモデルを初披露。
- 4月28日、小さな子ども向けの動画を配信するYouTubeチャンネル「あおい’sきっず」を開設（夏の陣③）。
- 5月2日、初の生放送を行う（夏の陣②）。
- 5月31日、ユニバーサルミュージックジャパンよりメジャーデビューを発表（夏の陣①）。
- 6月11日、公式オンラインストアを開設（夏の陣⑤）。
- 7月27日、新衣装を初披露（夏の陣④）。
- 8月9日、クリエイターズスタンプを発売（夏の陣⑥）。
- 10月22日、デビュー楽曲『はじまりの音』を先行リリース。iTunesにて総合7位、Amazonにて4冠、オリコンデイリーシングルランキングにて初登場10位を獲得した。
- 11月1日、公式ウェブサイトを開設。
- 11月1日 - 11月14日、東京キャラクターストリートにオフィシャルストア「葵のおみせ」が出店。
- 11月7日、1stシングル『はじまりの音』をリリース。

2019年
- 2月28日、Jリーグ清水エスパルス公式サポーターに任命。
- 4月15日、ファンリクエストの配信限定カバーアルバム『声 〜Cover ch.〜』をリリース。iTunesにてバーチャルYoutuber史上初の総合1位、各種配信サービスにて10冠を獲得した。
- 5月18日 - 2021年8月31日、GraffArt Shop MAGNET by SHIBUYA109店にオフィシャルストア「葵のおみせ」が出店。
- 6月15日、自身初のソロイベント「富士葵生誕祭令和元年」を開催。
- 7月31日、2ndシングル『エールアンドエール』をリリース。
- 10月5日、自身初のソロライブ「OVER TURE -序曲-」をVeats Shibuyaにて開催。
- 11月20日、1stアルバム『有機的パレットシンドローム』をリリース。

2020年
- 7月21日、所属事務所Smarpriseからの独立を発表。

2021年
- 3月24日、2ndアルバム『シンビジウム』をリリース。
- 6月18日、2ndソロライブ「シンビジウム」をZepp Tokyoにて開催。
- 9月27日、『富士葵オフィシャルファンブック 秘密を聞いてよ』をホビージャパンより出版。
- 10月13日、新音楽レーベルAcroに加入、デビュー曲として『テイストレス』をリリース。

2022年
- 1月4日、富士葵オフィシャルコミュニティを開設。
- 4月1日、公式ウェブサイトを閉鎖。
- 12月11日、活動5周年記念オンラインライブ「CAROL -祝歌-」を開催。

2023年
- 8月4日 - 8月20日、東京・渋谷のMAGNET by SHIBUYA109にてポップアップストア「大葵菊祭」を開催し、期間中に「おしゃべり会」を実施。
- 10月、3rdアルバム『THINK YOUR WORLD』をリリース。
- 11月7日、所属レーベルAcroからの独立を発表。
- 11月17日、活動6周年記念ライブ「Aria」をShibuya O-EASTにて開催。

## 出演

### テレビ番組
2018年
- ソーシャルジン（6月6日・6月13日・6月20日・6月27日、TOKYO MX）
- FNNプライムニュース α（9月21日、フジテレビ）
- VIRTUAL BUZZ TALK!（8月17日・8月24日・12月29日、TOKYO MX）
- コレでアナタも人生終了（11月5日・11月12日、テレビ東京）
- PLAYLIST（11月27日、TBS）
- 沼にハマってきいてみた（12月25日、NHK Eテレ）

2019年
- NHKバーチャルのど自慢（1月2日、NHK総合）
- 突撃！すっゲーマー（2月2日、中京テレビ）
- 超人女子戦士 ガリベンガーV（5月9日・6月13日、テレビ朝日）
- エンタテ！区（7月24日、RKB毎日放送）
- リモコンWARS（8月13日、NHK総合）
- 吉田山田のドレミファイル（11月23日、テレビ神奈川）

2020年
- NHKバーチャル紅白歌合戦（1月1日、NHK総合）
- 超人女子戦士 ガリベンガーV（1月23日・2月20日・4月23日・5月21日・6月18日・9月17日、テレビ朝日）
- 沼にハマってきいてみた（2月10日・11月9日、NHK Eテレ）
- NHKバーチャル文化祭（8月14日、NHK総合）

2021年
- 超人女子戦士 ガリベンガーV（2月18日、テレビ朝日）
- プロジェクトV（7月28日・9月29日、日本テレビ）
- バゲット（8月24日、日本テレビ）
- ズームイン!!サタデー（10月9日、日本テレビ）

2022年
- プロジェクトV（4月28日、日本テレビ）
- 超人女子戦士 ガリベンガーV（5月19日・7月28日、テレビ朝日）

2023年
- お願い！ランキング presents そだてれび（2月27日・3月20日、テレビ朝日）

2024年
- 超人女子戦士 ガリベンガーV（5月23日、テレビ朝日）

### インターネット番組
2018年
- バーチャルYouTuber人狼（5月5日、ニコニコ生放送）
- バーチャルカラオケ～2018・夏～（8月26日、ニコニコ生放送）
- MJMJ（もじゃもじゃ）会議 by NIKKEI（9月6日、Paravi・YouTube）
- THE MENTAL JUDGE2（9月29日、ニコニコ生放送）
- パーソル CS final 埼玉西武ライオンズ - 福岡ソフトバンクホークス メットライフドーム Vtuber富士葵 実況配信（10月17日、パ・リーグTV）
- Vカラ女子会(11月4日、OPENREC.tv）
- バーチャル大晦日2018〜みんなで年越しブイッとね！〜（12月31日、ニコニコ生放送）

2019年
- 発注歓迎！リベンジャーズ（1月13日・1月27日、AbemaTV）
- AbemaNews（8月13日、AbemaTV）
- ぶいおん!! MUSIC LIVE（8月13日、REALITY・YouTube）
- Hello~虚拟酱（8月31日・9月7日、bilibili)

2020年
- VTuberおバカぐらんぷり by LIVEPARK（6月22日・6月29日・7月6日・7月13日、LIVEPARK）

2021年
- ニコニコネット超会議2021（4月24日・4月25日、ニコニコ生放送）
- VCTEC 2021（11月27日、VCTEC）

2022年
- Vの占い館～VTuberの運勢を徹底解剖～（1月30日、ニコニコ生放送）
- ガリベンガーV presents 錦鯉渡辺のVTuber広報室（6月16日、テレ朝動画）

2023年
- 富士葵とキクノジョー　出張保険相談所！（7月25日、Vket Space）
- 私立ガリベン大学 特別ゼミ「サウナ」（8月31日、テレ朝動画）

### ラジオ番組
2019年
- そらあおと!（7月6日 - 9月28日、TOKYO FM）
- ミュ〜コミ+プラス（7月17日・11月19日、ニッポン放送）
- 野沢の雅子さん（9月1日・9月8日、TOKYO FM）

2023年
- ぶいあーる!〜VTuberの音楽Radio〜（7月30日、NHK-FM）

### インターネットラジオ番組
2019年
- YuNiのオールナイトニッポンi（10月1日・10月8日・10月15日・12月31日、オールナイトニッポンi）

2020年
- YuNiのオールナイトニッポンi（1月7日・1月14日、オールナイトニッポンi）

2021年
- YuNiのオールナイトニッポンi（8月31日・9月7日、オールナイトニッポンi）
- 樋口楓のTHE CATCH（11月5日、超!A&G+）

2022年
- VTuber 魔法のリムジン Tokyo 1day Trip（5月9日・5月16日・5月23日、Spotify）

### テレビアニメ
2018年
- 魔法少女サイト（6月22日、サイト管理人 拾伍役）

2019年
- バーチャルさんはみている（1月9日 - 3月27日、本人役）

### ゲーム
2018年
- 東京コンセプション
- FOX-Flame Of Xenocide-

2019年
- ぼくらの甲子園！ポケット
- 暁のブレイカーズ
- 灰塵戦線-アッシュアームズ-

2022年
- WIXOSS
- フェアリーフェンサー エフ Refrain Chord（歌唱担当）

2024年
- ポーカーチェイス-Poker Chase-

### イベント
2018年
- 東京VRコンテンツfes.2018 Spring アフターパーティー（2月24日、3331 Arts Chiyoda）
- A.I. Party! 〜Birthday with U〜（6月30日、ニコファーレ）
- Fight! 〜Food Entertainment Battle in お台場〜（8月18日・8月19日・8月21日・8月22日・8月25日・8月26日、シンボルプロムナード公園）
- RAGE バーチャルYouTuber GRAND PRIX ～2018 Autumn～（9月16日、幕張メッセ）
- 東京ゲームショウ2018（9月22日・9月23日、幕張メッセ）
- ニコニコ超パーティー2018（11月3日、さいたまスーパーアリーナ）

2019年
- 会える！ 話せる！ VTuberおしゃべりフェス on バレンタイン（2月15日、Zepp DiverCity）
- 富士葵の旅行パッケージ（2月16日 - 2月17日、山梨県河口湖周辺・ホテル美富士園）
- #卒おめ！2019（3月11日、新木場 STUDIO COAST）
- ニコニコ超会議2019 バーチャルさんがいっぱい スペシャルバーチャライブ（4月27日、幕張メッセ）
- 中京テレビまつり2019 ナゴヤVtuberまつり（6月1日、キャナルパークささしま）
- 富士葵生誕祭令和元年（6月15日、池袋HUMAXシネマズ）
- 『エールアンドエール』リリース記念イベント（7月31日・8月1日・8月2日・8月4日、タワーレコード名古屋パルコ店・タワーレコード梅田NU茶屋町店・タワーレコード渋谷店・タワーレコード福岡パルコ店）
- 京都国際マンガ・アニメフェア(京まふ)2019（9月21日・9月22日、みやこめっせ）
- DIVE XR FESTIVAL（9月22日、幕張メッセ）
- 富士葵1stソロライブ OVER TURE -序曲-（10月5日、Veats Shibuya）
- Vtuberland2019 .LIVE week ASTERISK 〜Halloween music party in Chieri-Land〜 - 中止（10月13日、よみうりランド）
- 『有機的パレットシンドローム』リリース記念イベント（11月24日、ヴィレッジヴァンガード渋谷本店）

2020年
- 超人女子戦士 ガリベンガーV ヒロイン危機一髪！筋肉&妖怪大進撃！！ - 配信イベントに変更（3月1日、パシフィコ横浜）
- Virtual Music Award 2020（12月28日、立川ステージガーデン）

2021年
- VTuber Fes Japan 2021 DAY2（1月31日、川口総合文化センター・リリア）
- KANDA FESTIVAL（2月23日、神田明神）
- 富士葵2ndソロライブ シンビジウム（6月18日、Zepp Tokyo）
- V-FES FUSION in バーチャル東京タワー（11月27日、東京タワー）
- Virtual Music Award 2021（12月29日、立川ステージガーデン）

2022年
- VTuber Fes Japan 2022 DAY2（4月30日、幕張メッセ）
- 富士葵活動５周年記念ファンイベント 葵祭（12月11日、harevutai）
- バーチャルマーケット2022 Winter「推し！なごやめし」（12月17日、JR名古屋駅）

2023年
- VTuber Fes Japan 2023（4月30日、幕張メッセ）
- 富士葵活動６周年記念ライブ Aria（11月17日、Shibuya O-EAST）

2024年
- SANRIO Virtual Festival 2024 in MetaMeコラボイベント（3月20日、docomo R&D OPEN LAB ODAIBA）

### オンラインイベント
2019年
- Vアニ 2019（8月18日、cluster）
- Vサマ！（8月25日、VARK・ニコニコ生放送）

2020年
- 超人女子戦士 ガリベンガーV ヒロイン危機一髪！筋肉&妖怪大進撃！！（3月1日、テレ朝動画）
- VTuber Fes Japan @ニコニコネット超会議2020 - 中止（4月18日・4月19日、ニコニコ生放送）
- ぼーん・ざ・でい！ 〜神様、ついに誕生日 決めます（7月18日、SPWN）
- TOKYO IDOL FESTIVAL オンライン 2020（10月4日、SPWN）

2021年
- V-Carnival（4月4日、SPWN）
- Virtual Music Award 2021 SUMMER（7月4日、ミクチャ）

2022年
- JM梅田ミュージックフェス 2022 SUMMER（8月20日、HH cross・Z-aN・ニコニコ生放送）
- 富士葵活動5周年記念オンラインライブ CAROL -祝歌-（12月11日、SPWN）

2023年
- SANRIO Virtual Festival 2023 in Sanrio Puroland（1月22日、VRChat・SPWN）
- OKINAWA JAPAN VERTUAL FES 2023（12月23日、VRChat・YouTube）

2024年
- SANRIO Virtual Festival 2024 in Sanrio Puroland（1月22日、VRChat・SPWN）

### MV
- HIMEHINA『愛包ダンスホール』（2023年12月）[145]

## ディスコグラフィ
出典：

### 参加作品
| 発売日        | タイトル          | 楽曲                     | アーティスト |
| ------------- | ----------------- | ------------------------ | --- |
| 2019年4月24日 | IMAGINATION vol.1 | 「God knows...」         | 富士葵 |
| 2019年4月24日 | IMAGINATION vol.1 | 「プレパレード」         | ときのそら、おめがシスターズ、える、虹河ラキ、ドーラ、緑仙、ロボ子さん、樋口楓、かしこまり、燦鳥ノム、天神子兎音、月ノ美兎、富士葵 |
| 2020年8月12日 | 青く駆けろ!       | 「青く駆けろ!」          | 初音ミク、MEIKO、ミライアカリ、YuNi、富士葵、星乃一歌                                                                              |
| 2021年7月5日  | CAT STREET        | 「希望の星、誓いの月。」 | 奏みみ、富士葵 |
| 2023年2月16日 | ひなたといっしょ  | 「すきでたまらない」     | 猫宮ひなた、富士葵 |

## 書籍
- 『バーチャルYouTuberはじめてみる』河出書房新社、2018年4月17日。ISBN 4309286739。
- 『電撃萌王』2018年12月号、カドカワ、2018年10月30日、ASIN B07HSM243V。
- 『電撃萌王』2019年2月号、カドカワ、2018年12月27日、ASIN B07JYVN142。
- 『電撃萌王』2019年4月号、カドカワ、2019年2月28日、ASIN B07NB9BK6F。
- 『コンプティーク』4月号増刊 Vティーク Vol.3、カドカワ、2019年3月22日、ASIN B07PJPTQHW。
- 『電撃萌王』2019年6月号、カドカワ、2019年4月30日、ASIN B07Q8DPNT5。
- 『アニメディア』2019年6月号、学研プラス、2019年5月10日、別冊付録、ASIN B07QW4FKCH。
- 『2D☆STAR VirtuaL 2』主婦と生活社、2020年1月31日。ISBN 4391642786。
- 『アニメディア』2021年4月号、学研プラス、2021年3月10日、ASIN B08XCBCJ5Z。

### 公式ファンブック
- 『富士葵オフィシャルファンブック 秘密を聞いてよ』ホビージャパン、2021年9月27日。ISBN 4798625752。